# 张毅 (文学家)
张毅，云南曲靖人，南开大学教授，主要从事中国古代文学、中国文学批评史等方面的研究工作。入选中华人民共和国教育部2007年度"长江学者"特聘教授，享受政府特殊津贴。